# Strelac
Strelac este o localitate din comuna Šmarješke Toplice, Slovenia, cu o populație de 47 de locuitori.